# Kathrin Ullrich
Pour les articles homonymes, voir Ullrich.
Andrea Kathrin Ullrich, née le 14 août 1967 à Annaberg-Buchholz puis mariée Wessel, est une athlète est-allemande. Dans les années 1980 et 1990, elle faisait partie des meilleures spécialistes du 10 000 m.

## Palmarès

### Jeux olympiques d'été
- 1988 à Séoul ( Corée du Sud)
  - 4e sur 10 000 m
- 1992 à Barcelone ( Espagne)
  - abandon en série sur 10 000 m
- 1996 à Atlanta ( États-Unis)
  - éliminée en série sur 10 000 m

### Championnats du monde d'athlétisme
- 1987 à Rome ( Italie)
  -  Médaille de bronze sur 10 000 m
- 1991 à Tokyo ( Japon)
  - 4e sur 10 000 m
- 1993 à Stuttgart ( Allemagne)
  - 13e sur 10 000 m
- 1995 à Göteborg ( Suède)
  - 10e sur 10 000 m

### Championnats d'Europe d'athlétisme
- 1990 à Split ( Yougoslavie)
  -  Médaille d'argent sur 10 000 m
- 1994 à Helsinki ( Finlande)
  - 4e sur 10 000 m

### Championnats d'Europe Junior d'athlétisme
- Championnats d'Europe Junior d'athlétisme de 1985 à Cottbus ( Allemagne de l'Est)
  - 8e sur 3 000 m